# Das verborgene Wort
Das verborgene Wort ist der zweite Roman der deutschen Lyrikerin und Schriftstellerin Ulla Hahn. Zehn Jahre nach ihrem Romandebüt Ein Mann im Haus erschien der Roman 2001 als erster Teil einer als Tetralogie konzipierten, stark autobiographisch gefärbten Romanreihe. Er erreichte bereits Ende 2010 eine Auflage von über einer halben Million Exemplaren. Das verborgene Wort wurde mit dem Deutschen Bücherpreis ausgezeichnet, der 2002 zum ersten Mal vergeben wurde. Unter dem Titel Teufelsbraten wurde das Buch als TV-Zweiteiler verfilmt und 2008 erstmals auf arte gesendet. 

Aufbruch, der zweite Teil der Tetralogie, folgte dem Verborgenen Wort im Jahre 2009. 2014 erschien der dritte Teil mit dem Titel Spiel der Zeit und 2017 der vierte Teil Wir werden erwartet.
Heldin der Tetralogie ist Hildegard (Hilla) Palm, ein einfaches Arbeiterkind, das in der geistfeindlichen rheinisch-katholischen Provinz aufwächst, mühselig Hochdeutsch lernt, fürs Bücherlesen bestraft wird, lieber Geige als „Quetschebüggel“ gespielt hätte und letztlich doch den Weg aus der geistigen Tiefe hinauf in intellektuelle Höhen schafft. Während Das verborgene Wort vor allem Hillas Kindheit und Realschulzeit beschreibt, umspannt Aufbruch ihre Zeit am Gymnasium bis hin zum Beginn ihres Germanistikstudiums. Der dritte Teil setzt damit ein, dass Hilla ihr Elternhaus verlässt, in ein Studentenwohnheim nach Köln umzieht und sich zum ersten Mal in ihrem Leben glücklich verliebt.

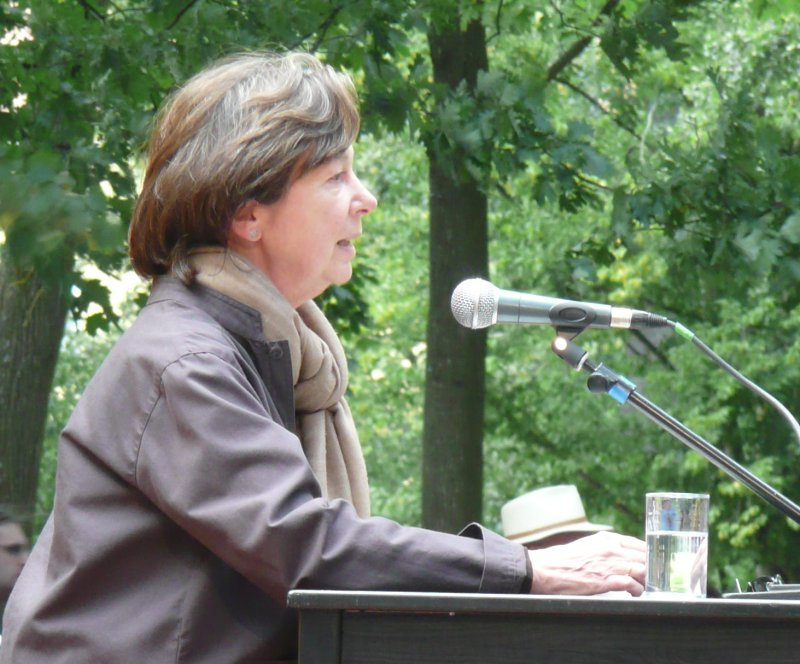
Ulla Hahn, 2009

## Inhalt
„Lommer jonn“ – los geht’s. So beginnt und endet das Buch, und so spricht der Großvater in Kölsch, der Sprache der Ortsansässigen Dondorfer – Dondorf liegt wie Ulla Hahns Heimatort Monheim zwischen Köln und Düsseldorf –, wenn er mit Hildegard und ihrem jüngeren Bruder Bertram täglich an den Rhein zieht, um dort mit Kieselsteinen zu spielen und Phantasiegeschichten zu erzählen. Auch im Kindergarten werden Geschichten erzählt, und in der Schule später wird gelesen. Hilla merkt sich alles. „Du gehst in ein Buch und bist in einer anderen Welt“, wird sie später erkennen. Sie ist früh fasziniert von jener Welt und rettet sich immer wieder in sie hinüber. In welchem Verhältnis stehen die Wörter und die Dinge zueinander? Wie lassen sich Literatur und Realität verbinden? Hilla wird eine ausgezeichnete Schülerin. Nur in Mathematik schwächelt sie. Ihr Lehrer erkennt ihre Begabung und erreicht, dass sie nach den vier Grundschuljahren die Realschule besuchen darf – gegen den Willen der Eltern, deren Leben nur aus Arbeiten, Geldverdienen, Beten und Gehorchen besteht. Hilla passt nicht in diese Familie – und soll passend gemacht werden, durch Schläge, Drohungen, Zwang. Für die Schläge, der Stock steckt allgegenwärtig hinter der Wanduhr, ist vornehmlich der Vater zuständig. Er ist ungelernter Fabrikarbeiter, sein Lohn reicht nicht, sodass er noch Nebenbeschäftigungen annehmen muss, die stets überarbeitete und missmutige Mutter ist Heimarbeiterin und Putzfrau, die herrische Großmutter strenggläubige Katholikin.
Als Hilla beginnt, Hochdeutsch zu sprechen und mit Messer und Gabel zu essen, fühlen die Eltern sich gekränkt und reagieren empört: Brutal stößt der Vater Hillas Kopf in den Teller mit heißer Suppe und verbrüht ihr das Gesicht: sie solle sich nicht einbilden, etwas Besseres zu sein. Von den wirklich Bessergestellten aber wird Hilla wegen ihres Dialekts und ihrer Herkunft verachtet. Ein demütigender und verbissener Kampf an zwei Fronten beginnt. Doch das Mädchen lässt sich nicht unterkriegen. Sie behauptet sich, indem sie sich äußerlich anpasst, aber innerlich abgrenzt. Ihr Refugium ist ein kleiner Bretterverschlag hinterm Haus, wohin sie sich zur Lessing- und Schiller-Lektüre zurückzieht. Letzteren verehrt sie dermaßen abgöttisch, dass sie ihm sogar einen kleinen Altar errichtet. Das Gelesene jedoch auf die Realität anzuwenden, gelingt nur selten. Die Helden der Klassik sind ganz anders als die Dorfjungen in der Wirklichkeit, und die Ambitionen und Krisen eines Don Carlos haben mit der verhassten Bürolehre in der heimischen Papierfabrik, der grauen Zukunft aus langweiligen Geschäftsbriefen und missgünstigem Kollegentratsch wenig gemeinsam. Trost in den Büchern zu finden, gelingt Hilla immer seltener. Sie entdeckt die erleichternde Wirkung des Alkohols. Ihr neuer Freund heißt nicht mehr Schiller, sondern Underberg. Doch bevor sie ganz zu zerbrechen droht, retten sie Pfarrer und Lehrer, ihre alten Fürsprecher. Sie sind es auch, die dafür sorgen, dass Hilla die Lehre beenden und aufs Aufbaugymnasium gehen darf.

## Kölsch
Die im Roman geführten Dialoge werden in langen Abschnitten im ortsüblichen Kölsch geführt, in Summe ist das ca. ein Fünftel des Textes, bei insgesamt 600 Seiten. Im Buch werden ausgewählte Ausdrücke in Fußnoten in die hochdeutsche Schriftsprache übersetzt, das Buch hat für einhundert Ausdrücke zusätzlich ein „Wörterverzeichnis Dondorfer Platt“. 

## Rezeption
Wie Ironie des Literaturbetriebes mutet an, dass ausgerechnet Marcel Reich-Ranicki, Ulla Hahns einstiger Mentor, der deren erste Gedichte einst so wohlwollend rezensiert und damit den literarischen Ruhm der Lyrikerin begründet hatte, später deren Roman Das verborgene Wort im „Literarischen Quartett“ verriss. Im Grunde, so Reich-Ranicki, habe sich seine Kritik vor allem gegen seine unkritischen Kritikerkollegen, allen voran Ulrich Greiner, gerichtet, der mit seiner frühen, geradezu hymnischen Rezension die Reihe euphorischer Lobeshymnen eingeleitet und damit das offensichtliche Dahinschwinden der Maßstäbe in der Literaturkritik dokumentiert habe. Und das trotz der angeblich nur traditionell linearen Erzählweise einer epischen Debütantin, deren Werk in den Augen Reich-Ranickis lediglich konventionell und einer Besprechung im Literarischen Quartett, das sich doch vor allem der innovativen Avantgarde verpflichtet habe, nicht würdig gewesen sei. Für ihn bleibe Ulla Hahn eine beachtliche Lyrikern, als Romanautorin jedoch sei sie eine zu vernachlässigende Größe.
Ähnlich urteilt Gudrun Norbisrath von der WAZ: „Ulla Hahn ist eine Lyrikerin von Rang, viele ihrer Gedichte zeigen große poetische Kraft. Jetzt hat sie einen Roman geschrieben: Das verlorene Wort. Sie hätte es nicht tun sollen. Es geht um die Sprache. Ein Stoff, der einen großen Roman wert ist, doch die Lyrikerin scheitert an der detailverliebten Geschichte und, überraschend genug, eben an der Sprache.[…] Die Zeit, in der solch wahre Geschichten literarisches Neuland bedeuteten, ist vorbei. Und vieles wirkt wie schon zweimal, dreimal, oftmals gelesen.“ „Das biedere Strickmuster des Erzählens wirkt im digitalen Zeitalter rührend altmodisch. Vor allem aber kann es den widersprüchlichen, hochkomplexen Problemlagen, wie sie die zweite Hälfte des 20. Jahrhunderts durchzogen, allenfalls an der Oberfläche gerecht werden.“
Dieter Borchmeyer (Die Zeit) dagegen schwärmt von Ulla Hahns Präzision, „visionärer Kraft“ und „überquellender Sprachfantasie“, mit der das Milieu der rheinisch-katholischen Gesellschaft der fünfziger Jahre aus der Perspektive eines Kindes beschrieben werde. Der Autorin, der er als Lyrikerin einen solchen Wurf nicht zugetraut habe, gelinge es, eine spannungsreiche Geschichte zu erzählen und mit wenigen Strichen und Details plastische Charaktere zu zeichnen.
Die Rezensentin der SZ dagegen stört der große autobiographische Anteil des Romans. Zwar hält sie den Roman für einen ergreifenden Schmöker. Dessen Detailfülle jedoch ist ihr gelegentlich zu schwelgerisch, die Schilderung zu drastisch oder prätentiös.
Die FAZ bemängelt, dass man hinter „nützlichen Gedanken“ einen „verborgenen Lehrplan“ durchschimmern sehe. Diesen didaktischen Zeigefinger hält sie für problematisch, und die Tatsache, dass fast ein Fünftel des Buches im kölschen Dialekt geschrieben sei, für ein Handicap, mit dem Heimatdichtung leider allzu oft behaftet sei.
Gerade diese großzügige Verwendung des regionalen Originaltons aber gefällt Martin Ebel (NZZ) ganz besonders. Obwohl manche Teile des Romans etwas konstruiert wirkten, sei die Darstellung des rheinischen Katholizismus sehr gelungen. Bei Ulla Hahn habe er nichts mehr von der lockeren Großzügigkeit, die ihm häufig so verklärend angedichtet werde, sondern trage mit seiner bösartigen Mischung aus kleinbürgerlichem Neid und bornierter Orthodoxie auf beklemmende Weise zur Deformation der Menschen bei.

## Ausgaben
- Das verborgene Wort. Roman, Deutsche Verlags-Anstalt, Stuttgart / München 2001, ISBN 3-421-05457-6
- Sonderausgabe DVA, Stuttgart / München 2006, ISBN 978-3-421-04243-9
- Taschenbuchausgabe: dtv 13089, München 2003, ISBN 978-3-423-13089-9

## Film
Das Buch wurde 2007, in Sprache und Geschehen nahe am Roman, von Hermine Huntgeburth zu einem zweiteiligen Fernsehfilm unter dem Titel Teufelsbraten verfilmt. Der Film musste vor der Ausstrahlung noch in eine abgemilderte Version des Dialekts synchronisiert werden.